# Ljudning
Ljudning eller ljudmetoden/avkodningsmetoden/syntetisk läsning (engelska: phonics) är en metod för läs- och skrivinlärning där eleven uttalar ordet del för del, samtidigt som det skrivs. Ljudning förknippas framför allt med nybörjare i aktuellt språk.